# Stevan Aleksić
Stevan Aleksić cyr. Стеван Алексић (ur. 23 grudnia 1876 w Aradzie, zm. 2 listopada 1923 w Modoșie) – serbski malarz.

## Życiorys
Pochodził z rodziny artystycznej, był synem malarza Dušana, malarzem był także jego brat Ivan. Pierwszych lekcji rysunku udzielał mu ojciec. W 1895 wyjechał do Monachium, gdzie podjął studia w Akademii Sztuk Pięknych, w klasie Nikolaosa Gyzisa. Po śmierci ojca w 1900 przerwał studia i osiedlił się w Modošu, w Wojwodinie, tam też zbudował dom i pracownię, a następnie ożenił się z nauczycielką Stefaniją Lukić. Po I wojnie światowej Modoš został zajęty przez wojska rumuńskie, a w 1923 formalnie stała się częścią Rumunii. Tam też spędził ostatnie lata swojego życia, zajmując się malarstwem, ale także ucząc rysunku. Wśród jego uczniów byli późniejsi malarze: Vasa Pomorišac i Slavko Gigić.

## Twórczość
Dorobek artystyczny Aleksicia obejmuje ponad 230 płócien sztalugowych, był także autorem ikon i fresków do 20 świątyń (w tym cerkwi w Panczewie i w Sremski Karlovci). Pozostawił po sobie bogaty także zbiór szkiców i rysunków. Po raz pierwszy prace Aleksicia zostały zaprezentowane w roku 1902 w Budapeszcie. W Wojwodinie jest znany jako autor monumentalnych malowideł o tematyce historyczno-religijnej, a także licznych portretów, wykonanych w początkach XX wieku. Jedna z najbardziej znanych prac Aleksicia Szczęśliwi mieszkańcy Banatu (Весели Банаћани) była wystawiana w Belgradzie w 1912, ale doczekała się negatywnych opinii krytyków, podkreślających brzydotę malarstwa Aleksicia. Od tej pory jego prace nie były wystawiane w Belgradzie. W ostatnich latach życia powstała seria autoportretów artysty. Największym zbiorem dzieł Aleksicia dysponuje Galeria Maticy Srpskiej w Nowym Sadzie, nieliczne znajdują się w zbiorach Narodowego Muzeum Serbii i muzeum w Zrenjaninie.

## Galeria

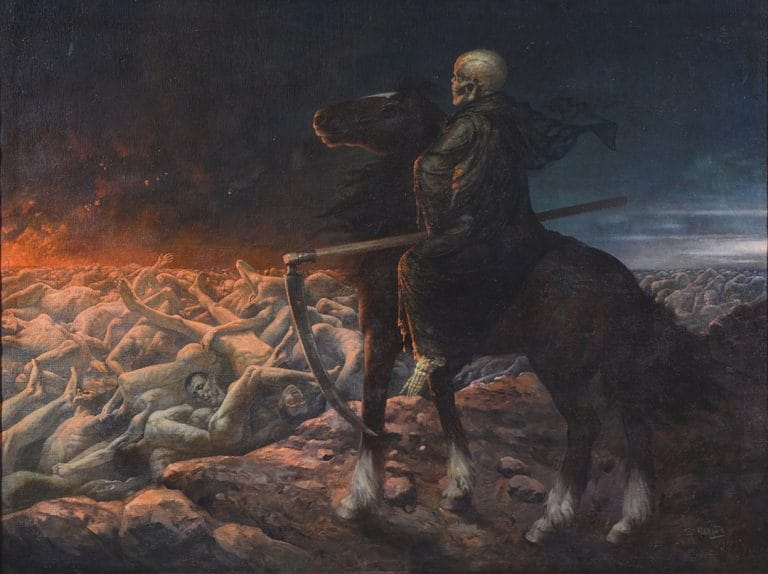
Śmierć (personifikacja)
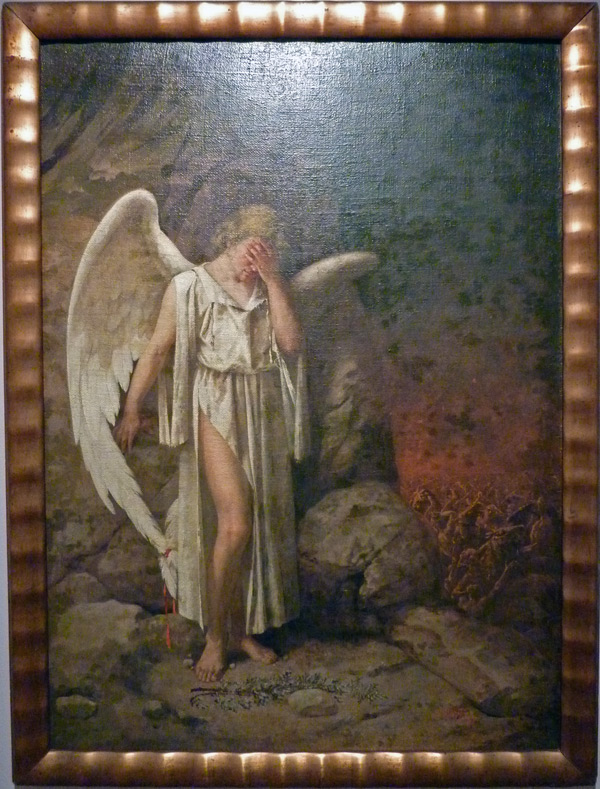
Anioł
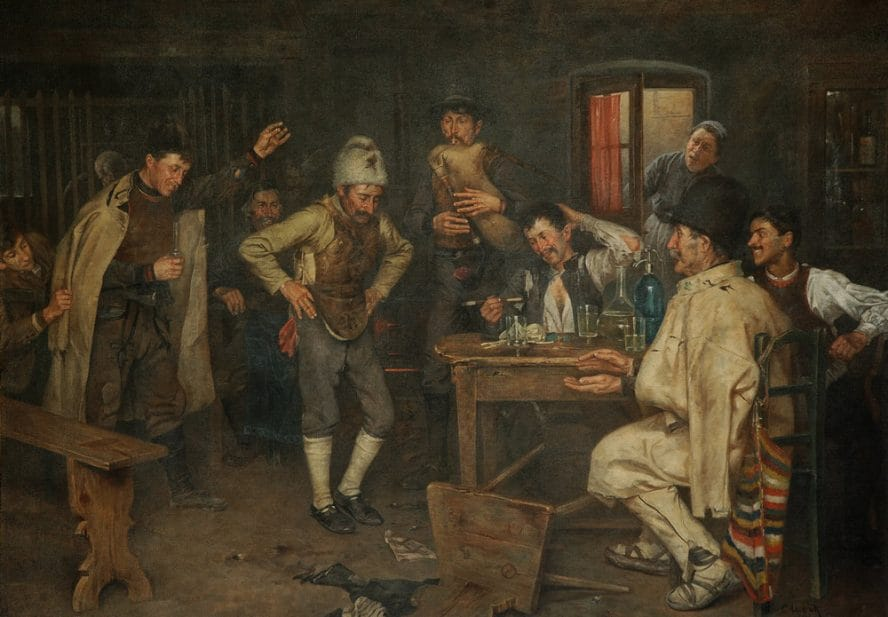
Szczęśliwi mieszkańcy Banatu (1911)
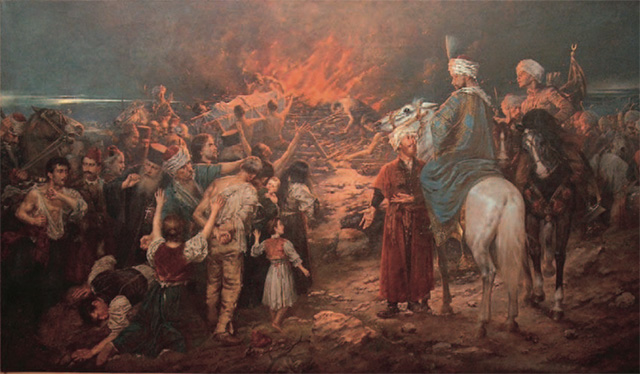
Spalenie relikwi św. Sawy (1912)